# John P. Stokes

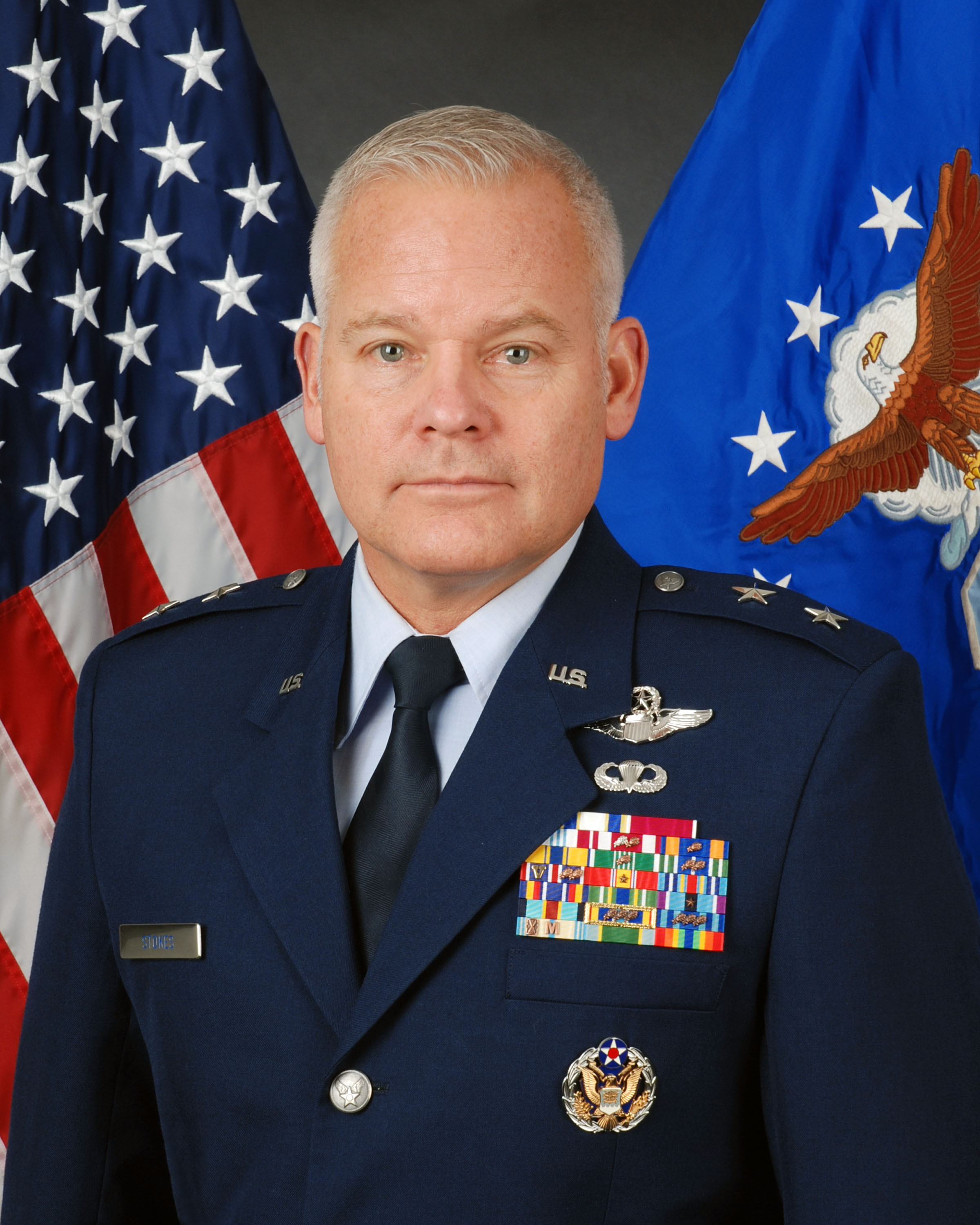
John P. Stokes (2016)

John P. Stokes (* um 1963) ist ein pensionierter Generalmajor der United States Air Force. Er war unter anderem Kommandeur der 22. Luftflotte (Twenty Second Air Force).
Über das ROTC-Programm der Utah State University gelangte er im Jahr 1985 in das Offizierskorps der United States Army. Die folgenden 13 Jahre verblieb er in der Army, wo er in verschiedenen Einheiten als Sicherheits- und Nachrichtenoffizier tätig war. Zwischenzeitlich diente er auch in Fliegereinheiten der Army. Zwischen 1991 und 1993 war er in Südkorea stationiert. Im Dezember 1998 schied er vorübergehend aus dem Militärdienst aus.
Nach den Terroranschlägen am 11. September 2001 trat er der Air Force bzw. deren Reserve bei. Dort stieg er bis zum Zwei-Sterne-General auf. 
Im Lauf seiner militärischen Karriere absolvierte er verschiedene Kurse und Schulungen. Dazu gehörten unter anderem eine Ausbildung zum Kampfpiloten und weitere Fortbildungskurse als Pilot neuer Flugzeugtypen; die Combined Arms Services Staff School in Fort Leavenworth in Kansas; der Joint Military Planner's Course sowie das Air Command and Staff College und das Air War College, beide auf der Maxwell Air Force Base in Alabama. Später folgten der Kurs Masters in Strategic Studies ebenfalls auf der Maxwell AFB, der Safety and Accident Investigation Board President Course; der Command Air Force Forces Senior Staff Course und der Combined/Joint Task Force Land Component Commander Course. Außerdem erhielt er einen akademischen Grad von der Harvard Kennedy School.
Zwischen Mai 2004 und Juli 2006 kommandierte er auf der Maxwell AFB als Oberstleutnant die 357. Schwadron. Es folgte sein Studium am Air War College und anschließend verschiedene Berufungen in Generalstäbe verschiedener Einheiten der Air Force bzw. deren Reserve. Zwischen Oktober 2013 und August 2015 gehörte er in unterschiedlichen Funktionen dem Hauptquartier der Air Force an. Danach wurde er zum Hurlburt Field in Florida versetzt. Dort war er als Mobilisierungsberater (Mobilization Assistant) im Stab des Air Force Special Operations Commands tätig.
Am 8. August 2016 übernahm John Stokes auf der Dobbins Air Force Reserve Base in Georgia als Nachfolger von Stayce Harris den Oberbefehl über die 22. Luftflotte. Dieses Amt bekleidete er bis zum November 2017, als Craig L. La Fave seine Nachfolge antrat. Anschließend wurde er zum Stab des Air Force Reserve Commands auf die Robins Air Force Base, ebenfalls in Georgia, versetzt. Bis zum Januar 2019 war er dort als Mobilisierungsberater tätig. Danach übernahm er beim gleichen Command die Leitung der Stabsabteilung für Luft, Raum und Informationen (Air, Space and Information). Diese Aufgabe nahm er bis zu seiner Pensionierung wahr.
Während seiner aktiven Zeit als Militärpilot absolvierte er über 5000 Flugstunden auf verschiedenen Flugzeugtypen.

## Daten der Beförderungen
| Abzeichen | Rang               | Jahr              |
| --------- | ------------------ | ----------------- |
|           | Second Lieutenant  | 23. Mai 1984      |
|           | First Lieutenant   | 24. Dezember 1986 |
|           | Captain            | 1. September 1989 |
|           | Major              | 1. Oktober 1996   |
|           | Lieutenant Colonel | 1. Oktober 2003   |
|           | Colonel            | 7. Mai 2009       |
|           | Brigadier General  | 30. April 2014    |
|           | Major General      | 31. Juli 2016     |

## Orden und Auszeichnungen
John Stokes erhielt im Lauf seiner militärischen Laufbahn unter anderem folgende Auszeichnungen:
- Air Force Distinguished Service Medal
- Legion of Merit
- Defense Meritorious Service Medal
- Meritorious Service Medal
- Air Medal
- Air Force Commendation Medal
- Army Commendation Medal
- Army Achievement Medal
- Air Force Outstanding Unit Award